# Witte wenteltrap
De witte wenteltrap (Epitonium clathratulum) is een slakkensoort uit de familie van de Epitoniidae. De wetenschappelijke naam van de soort werd, als Turbo clathratulus, voor het eerst geldig gepubliceerd in 1798 door Kanmacher.

## Beschrijving
De witte wenteltrap is een zeeslak met een klein puntig, torenvormig, huisje met elf tot twaalf geleidelijk in grootte toenemende windingen. Het porseleinwitte huisje wordt tot ongeveer 13 millimeter hoog en 4 millimeter breed. De windingen zijn bezet met platte ribben die dicht op elkaar staan en zo de illusie geven van een wenteltrap. Op de laatste winding kunnen 18 tot 22 ribben staan. Het slakje zelf is grijswit en heeft een paar smalle koptentakels met zwarte ogen aan de basis. De kop heeft een lange uitstulpbare zuigslurf, waarin aan het uiteinde de mondopening met rasptong (radula) zit.

## Verspreiding en leefgebied
Het verspreidingsgebied van de witte wenteltrap strekt zich uit van Noorwegen zuidwaarts tot in de Middellandse Zee. Deze soort leeft in de Noordzee verder van de kust, maar komt ook voor in het Nederlandse kustgebied (Zeeland, Voordelta). Lege huisjes van de witte wenteltrap zijn regelmatig aangespoeld gevonden op de Nederlandse Noordzeestranden. De soort leeft namelijk op zand- en slibbodems, waar hij jaagt op zijn voedsel: zeeanemonen. Met hun lange voedingsslurf kopen het voedsel weg vanaf de mondschijf.